# Daniel Souben
Daniel Souben es un deportista francés que compitió en vela en la clase Tornado. Ganó dos medallas de plata en el Campeonato Europeo de Tornado, en los años 1988 y 1991.

## Palmarés internacional
| \| Campeonato Europeo \| Campeonato Europeo \| Campeonato Europeo \| Campeonato Europeo \| \| Año \| Lugar \| Medalla \| Clase \| \| ------------------ \| ------------------ \| ------------------ \| ------------------ \| \| 1988 \| Laredo (España) \| Medalla de plata \| Tornado \| \| 1991 \| Carantec (Francia) \| Medalla de plata \| Tornado \| |                    |                  |         |
| Campeonato Europeo |                    |                  |         |
| Año | Lugar              | Medalla          | Clase   |
| 1988 | Laredo (España)    | Medalla de plata | Tornado |
| 1991 | Carantec (Francia) | Medalla de plata | Tornado |